# Armada philbyi
Armada philbyi là một loài bướm đêm trong họ Noctuidae.